# 渡海紀三朗
渡海紀三朗 （1948年2月11日—），出生於兵庫縣高砂市，畢業於早稻田大學理工學部。日本前任文部科學大臣，於2007年9月就職，曾任安倍晉三內閣的眾議院議員祕書。其父為前任建設大臣渡海元三郎，但紀三朗在上任7日後就被揭發醜聞。任内因在审核教科书问题上坚持在教科书中提及与韩国领土纠纷一事而引起日韩外交冲突。